# Костадин Сирлещов
Костадин Николов Сирлещов е български революционер, деец на Вътрешната македоно-одринска революционна организация.

## Биография
Костадин Сирлещов е роден през 1879 година в Банско, тогава в Османската империя. Завършва класното училище в Банско. От 1901 година членува във ВМОРО. Взима участие в Илинденско-Преображенското въстание от 1903 година в четата на Саве Мехомийски. Преследван от османските власти, след въстанието избягва в София. Тук работи в касапница на македонски бежанци, в която често идват Христо Чернопеев и Яне Сандански. След амнистията от 1904 година се завръща в Банско и започва работа в хана на свой братовчед. През 1908 година е сред възстановителите на читалището в Банско. По време на Балканската война през 1912 - 1913 година, участва като доброволец в Македоно-одринското опълчение.
Загива през 1913 година по време на Междусъюзническа войната война в боевете при Карадаг.